# Diacamma intricatum
Diacamma intricatum är en myrart som först beskrevs av Smith 1857.  Diacamma intricatum ingår i släktet Diacamma och familjen myror. Utöver nominatformen finns också underarten D. i. intricatum.

## Bildgalleri

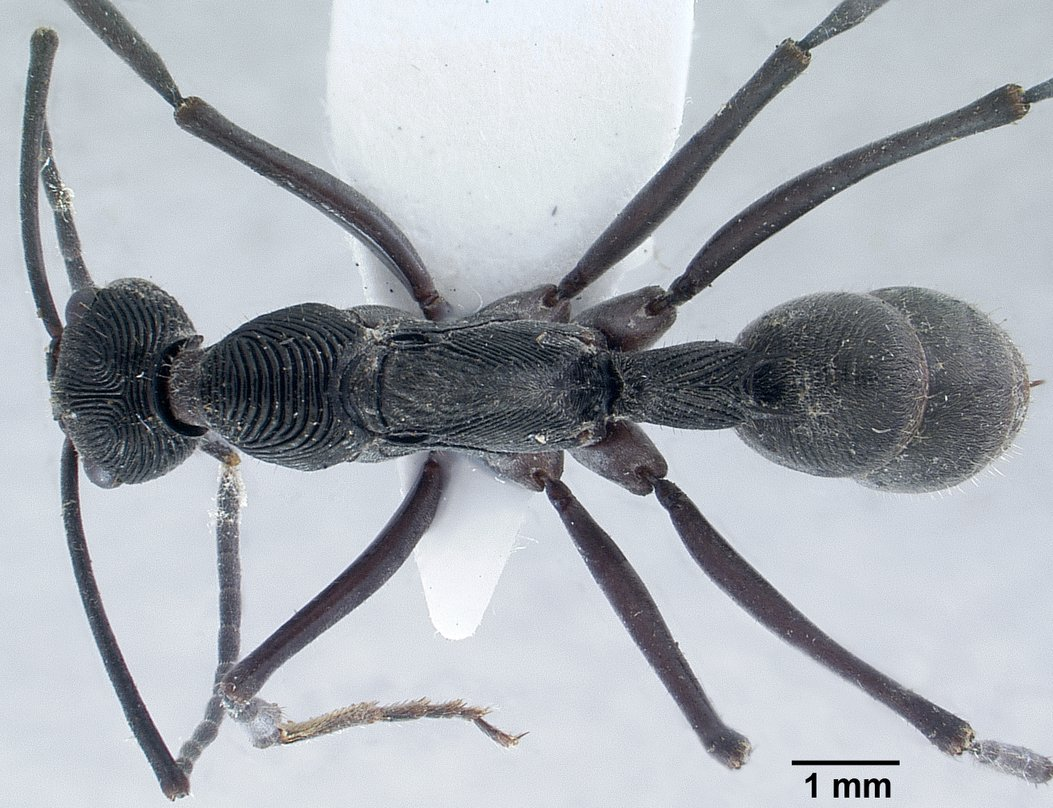
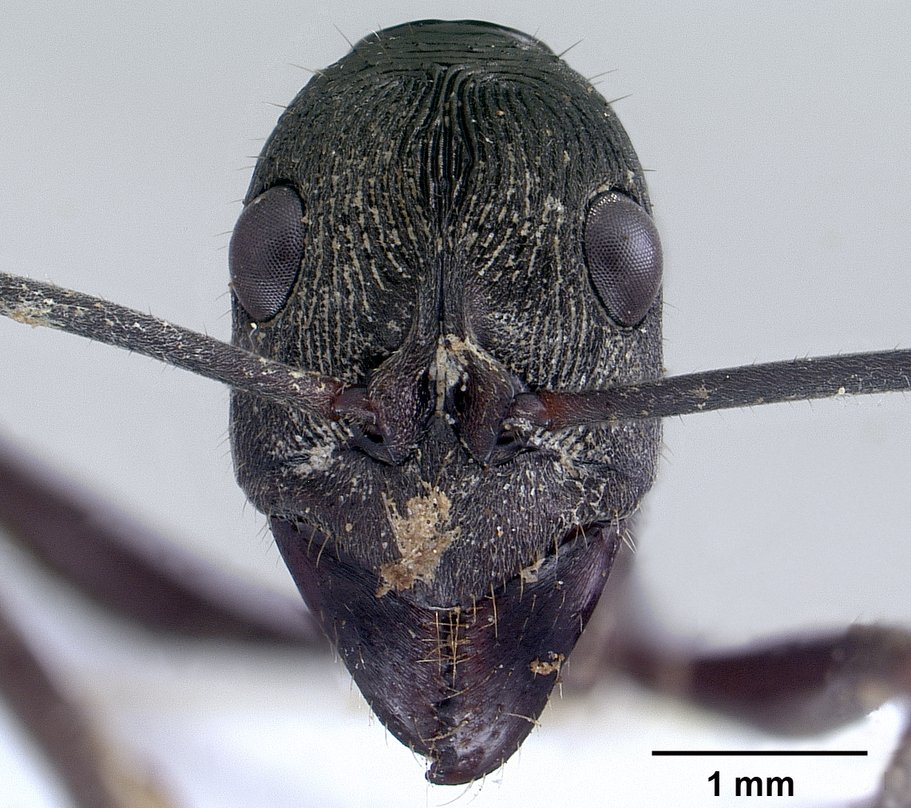
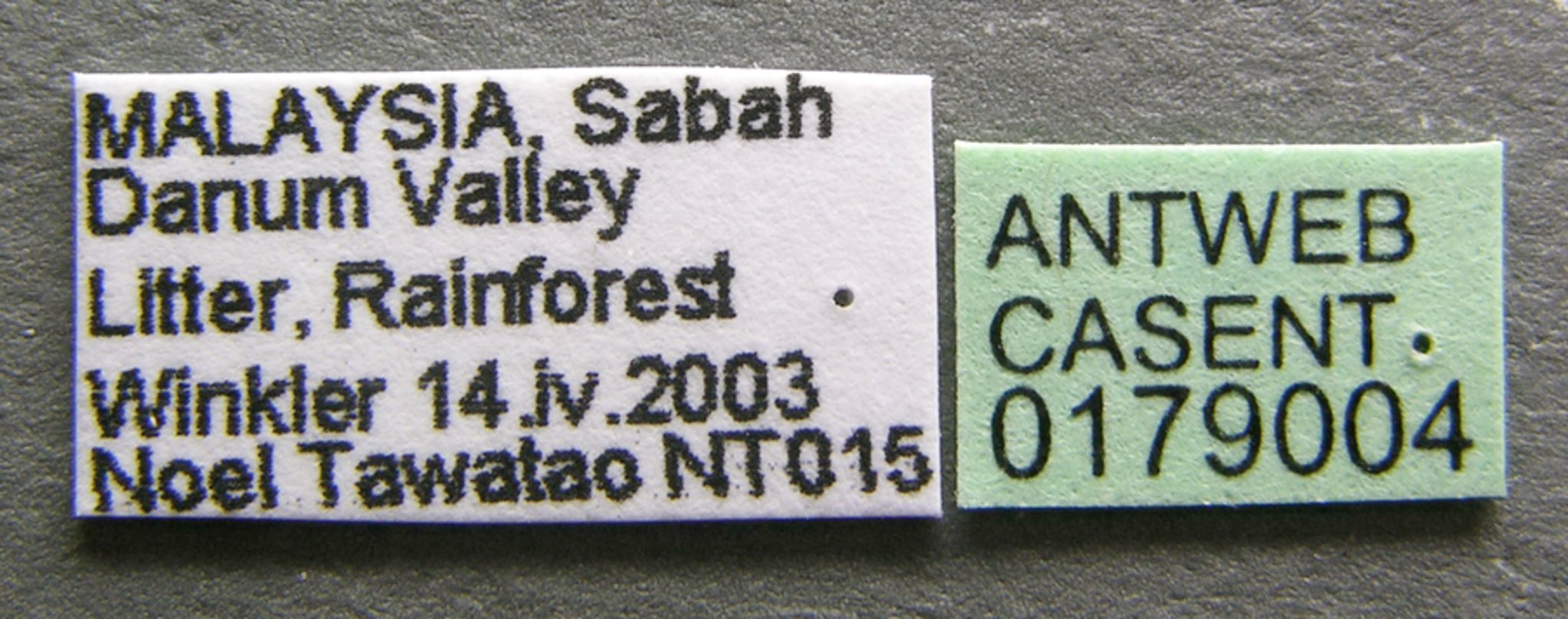
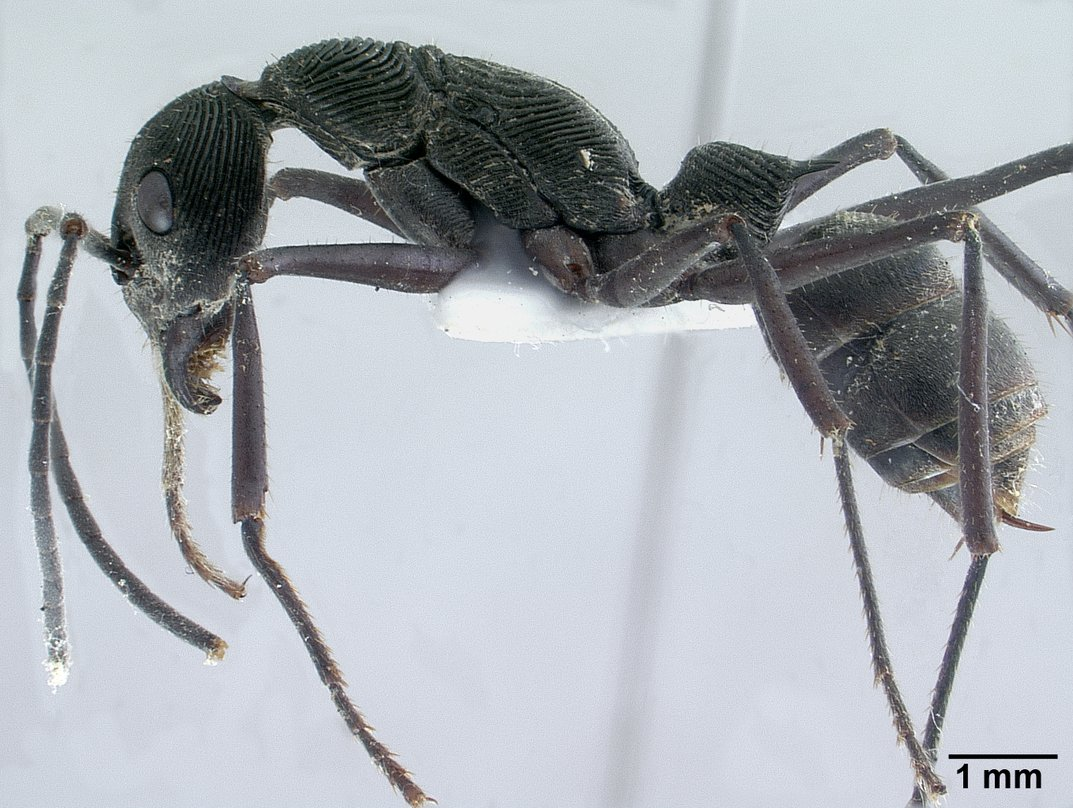